# 130-я стрелковая дивизия (1-го формирования)
130-я стрелковая дивизия — воинское соединение Вооружённых Сил СССР, принимавшее участие в Великой Отечественной войне.
Боевой период: 22 июня — 20 октября 1941 года.

## История дивизии

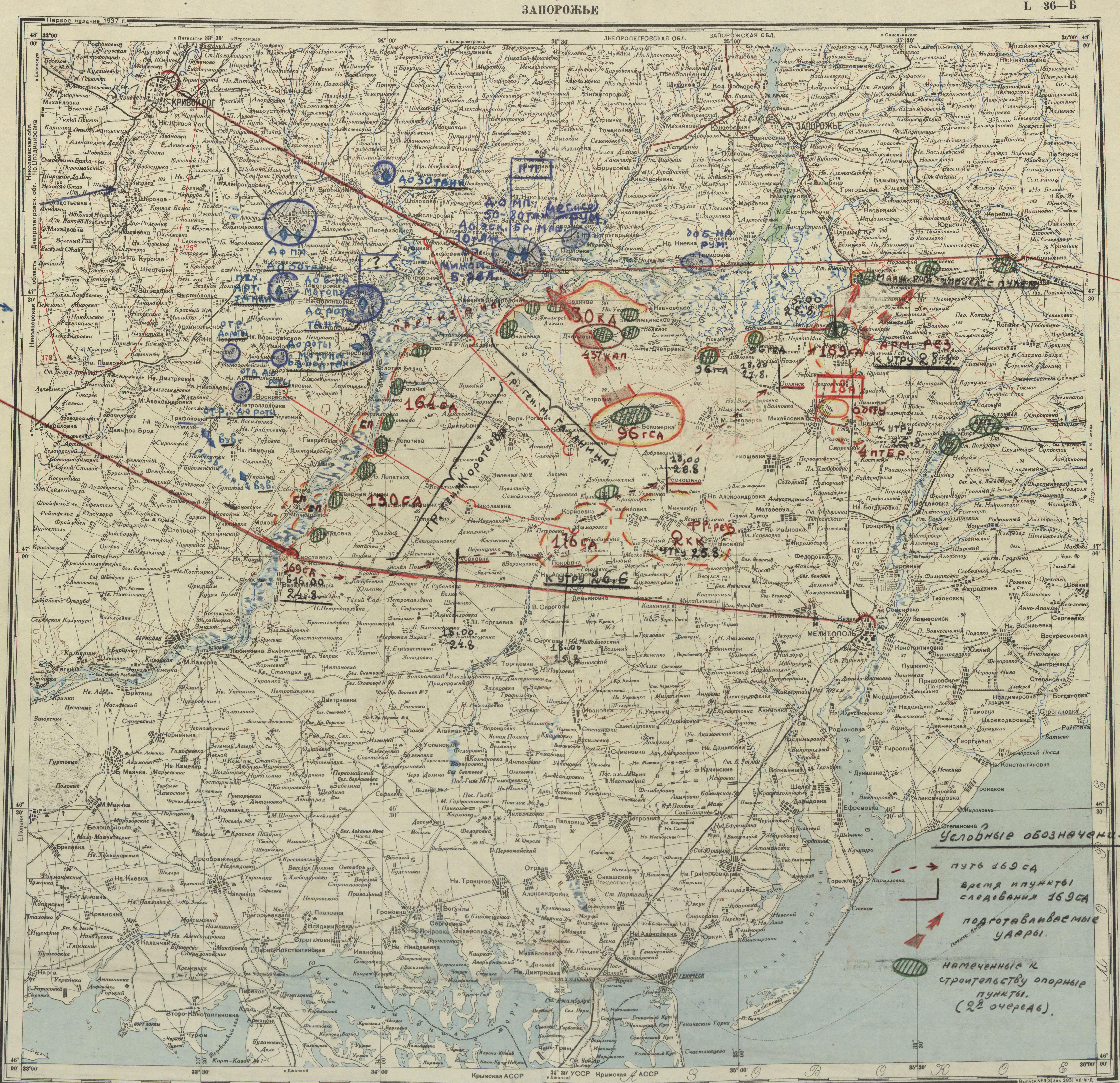
130 сд в боях на Днепре в августе 1941 г.

На 22 июня дислоцировалась в городе Могилев-Подольский Винницкой области. После нападения Германии была включена в состав Юго-Западного фронта, однако уже 25-го числа была вместе с 55-м стрелковым корпусом переподчинена новообразованному Южному фронту. К этому времени она была сосредоточена на рубеже Могилёв-Ямпольского укреплённого района, где начала укрепление обороны на участке Липканы — Грушки, препятствуя продвижению немцев в направлении города Томашполь.
По состоянию на 12 июля в дивизии числилось 14 247 человек, из них 1334 человек начсостава.
В июле 1941 года участвовала в оборонительных боях в районе реки Днестр, «часто переходя в контратаки и нанося противнику тяжёлые потери», при этом сама также несла огромные потери.
После прорыва в середине июля немцами Летичевского УРа дивизия вместе с другими частями 18-й армии начала отход. К исходу 19 июля она вела бой c противником, поддерживаемым артиллерией и авиацией, на рубеже Бабчинцы — Тростинец — р. Тростинец. 23 июля 130 сд отражала атаки противника в районе Вапнярки. К исходу дня 55-й корпус, ведя бои на своём левом фланге с прорывающимися в направлении Ольшанки и ст. Рудница частями немцев, отошёл на новый рубеж. 130 сд заняла оборону на участке Капустяны — Соколовка.
В конце июля немецкие войска прорвали советскую оборону на стыке 9-й и 18-й армий, в результате чего 18-я армия начала отход в северо-восточном и восточном направлениях. 28 июля 130 сд вышла к ст. Бершадь, а к утру 30-го числа сосредоточилась на рубеже Байбузовка — Юзефовка — Бакша. 31 июля дивизия, перешедшая к этому времени Южный Буг, оборонялась на рубеже Завалье — Саврань, имея один стрелковый полк в обороне западнее Гетмановки.
В ночь на 2 августа 18-я армия вновь начала отход. К утру 130 сд занимала положение на рубеже Дубиново — Слюсарово — Старая Островка. Согласно директиве штаба ЮФ от 5 августа, армия должна была, прикрываясь арьергардами, начать отход на рубеж Фёдоровка — Братское. Находившиеся в арьергарде 130 сд и 96 гсд утром 7 августа отошли на рубеж Булгарка — Ивановка.
В течение 15 августа 18-я армия в составе 30 кд, 96 гсд, 130 сд, 164 и 169 сд и 437 кап, продолжая отход в восточном направлении, переправилась на восточный берег р. Ингул, ведя бой в тактическом окружении на фронте Пересадовка — ст. Грейгово — ст. Лоцкино — Добрая Криница — Балацкое — Ингулка и стремясь прорваться к Снигирёвке.
К 23 августа армия закончила переправу на левый берег р. Днепр, 130 сд сосредоточилась в районе Большой Лепатихи и Горностаевки.
К исходу 9 сентября дивизия находилась в районе Дмитриевки и совхоза Красный Перекоп. К вечеру 12-го числа она совместно с частями 296 сд вышла на рубеж (иск.) Рубановка — Шевченко — Малая Благовещенка.
5 октября 1-я танковая армия вермахта вышла к Азовскому морю у Бердянска, взяв таким образом 18-ю армию в окружение в районе села Черниговка. Командир 130 сд Ф. А. Ковалёв погиб.
10 октября остаткам 130-й стрелковой дивизии удалось пробиться к своим, а 20 октября 1941 года она была расформирована.

## Подчинение
| На дату    | Фронт              | Армия      | Корпус                 |
| ---------- | ------------------ | ---------- | ---------------------- |
| 22.06.1941 | Юго-Западный фронт |            | 55-й стрелковый корпус |
| 01.07.1941 | Южный фронт        | 18-я армия | 55-й стрелковый корпус |
| 10.07.1941 | Южный фронт        | 18-я армия | 55-й стрелковый корпус |
| 01.08.1941 | Южный фронт        | 18-я армия | 55-й стрелковый корпус |
| 01.09.1941 | Южный фронт        | 18-я армия |                        |
| 01.10.1941 | Южный фронт        | 18-я армия |                        |

## Состав
(по)
- 371-й стрелковый полк - с 20.9.1940 командир подполковник Селивёрстов, Николай Иванович[25].
- 528-й стрелковый полк
- 664-й стрелковый полк
- 363-й артиллерийский полк
- 496-й гаубичный артиллерийский полк
- 215-й отдельный истребительно-противотанковый дивизион
- 163-й отдельный зенитный артиллерийский дивизион
- 151-й разведывательный батальон
- 192-й сапёрный батальон
- 143-й отдельный батальон связи
- 122-й медико-санитарный батальон
- 103-я отдельная рота химзащиты
- 130-й автотранспортный батальон
- 279-я полевая хлебопекарня
- 49-я дивизионная артиллерийская мастерская
- 340-я полевая артиллерийская ремонтная мастерская
- 461-я полевая почтовая станция
- 348-я полевая касса Госбанка

## Командиры
- Прохоров, Василий Иванович (на 4 ноября 1939), комбриг[26].
- Абрамидзе, Павел Ивлианович (с ноября 1939 по январь 1940), комбриг[27]
- Визжилин, Виктор Алексеевич (с 1 октября 1940 года по 25 июня 1941 года)[6] (до 25 июля[28] или до 3 августа 1941 года[29]), генерал-майор.
- Монахов, Дмитрий Петрович (с 4.08.1941) полковник[29].

или
- Сафронов, Семён Сергеевич (с 26 июля по 16 октября 1941 года), полковник[6][28].
- Ковалёв, Фёдор Андреевич (октябрь 1941 года), полковник.

## Воины дивизии
- С августа 1941 по 15 февраля 1942[30] взводом в 664-й стрелковом полку 130-й стрелковой дивизии командовал младший лейтенант Пётр Иосифович Пастырев — в будущем гвардии капитан, Герой Советского Союза (1945).
- В июле 1941 года в дивизию был зачислен добровольцем будущий танкист и известный поэт Ион Деген.

## Упоминания в мемуарах
- Рослый И. П. Рослый И. П. Последний привал — в Берлине. — М., 1983.
- Рябышев Д. И. Первый год войны. — М., 1990
- Свиридов А. Батальоны вступают в бой. — М., Воениздат,1967.